# Света Петка (Сер)
Света Петка (грч. Αγία Παρασκευή, Аја Параскеви) је насељено место у општини Висалтија у периферији Средишња Македонија, Грчка. Према попису из 2021. године било је 360 становника.
Према бугарском географу и историчару, Василу Канчову, у Светој Петки је 1900. године живело 240 Грка и 200 Черкеза. Године 1924. черкезко становништво је принудно исељено у Турску а на њихово место је насељено 30 грчких избегличких породица, укупно 142 особе. На попису из 1928. године Света Петка је имала 727 становника. Село се раније звало Суха Бања.